# Swapnil Kusale
Swapnil Kusale (6 de agosto de 1995) es un deportista indio que compite en tiro, en la modalidad de rifle. Participó en los Juegos Olímpicos de París 2024, obteniendo una medalla de bronce en la prueba de rifle 3 posiciones 50 m.

## Palmarés internacional
| Juegos Olímpicos | Juegos Olímpicos | Juegos Olímpicos  | Juegos Olímpicos        |
| Año              | Lugar            | Medalla           | Prueba                  |
| ---------------- | ---------------- | ----------------- | ----------------------- |
| 2024             | París (Francia)  | Medalla de bronce | Rifle 3 posiciones 50 m |